# あけぼのパン (埼玉県)
あけぼのパン株式会社（英文社名：Akebono Baking Co.,Ltd. ）は、埼玉県入間市に本社を置く日本の製パン企業。フジパングループに属する。関東地方でベーカリー「オーロール (aurore) 」、「パン・コキール (Pain-Coquille) 」などを展開する。1959年に東京都中央区で設立後、1960年代より長らく本社を東京都小平市に置いていたが、2023年に埼玉県へ本社移転した。
同社ではコーポレートスローガンとして、英文社名「Akebono Baking Co.,Ltd. 」の頭文字「ABC」を取り、A=Action（積極的に行動）、B= Business（仕事は誠実に）、C= Clean（清潔・品質第一に）、としている。

## 概要
1959年6月、あけぼのフレッシュパン株式会社として東京都中央区小田原町（現在の中央区築地）で会社設立。翌7月には株式会社真中パンを吸収合併した上で、現社名のあけぼのパン株式会社へ商号変更した。
1962年5月には、東京都小平市に新工場として小平工場が竣工。翌1963年（昭和38年）4月には、本社を小平工場の所在地（東京都小平市天神町1丁目31番1号）へ移転した。以来、現本社へ移転するまでの60年間を、小平市の企業として営業を続けた。
なお、1969年5月にはフジパンの武蔵工場が、現在本社を置く埼玉県入間市に竣工し操業開始している。フジパン株式会社とは1984年（昭和59年）9月に業務提携した。
日本国内ではまだ首都圏でもベーカリー業態が一般的ではなかった、1970年代初頭という早期からベーカリー事業を開始しており、ベーカリー「オーロール」を、1970年（昭和45年）8月から直営店で展開、1972年（昭和47年）9月からはフランチャイズ店でも展開開始した。「オーロール (aurore) 」の店名はフランス語で「あけぼの」を意味する。
その後は好景気による消費者の高級志向を受け、1980年代からは高級路線のベーカリー「パン・コキール」を展開開始し、主軸をそちらへ移していく。「パン・コキール (Pain-Coquille) 」の店名はフランス語で「貝殻型のパン」を意味する。
なお「オーロール」と「パン・コキール」ブランドは並行展開しており、「オーロール」の屋号のまま「パン・コキール」へ業態転換せず営業継続し、そのまま閉店した店舗も多数ある。2025年現在では「オーロール」の屋号を残す店舗は少数となっている（#店舗を参照）。
2023年6月には、新業態としてベーカリーカフェ「kishibe」1号店を埼玉県所沢市（マミーマート所沢山口店内）に開店した。「kishibe」の店名は「岸辺」を意味し、同社は「日常と非日常の境界線を表現した新コンセプトのベーカリーカフェ」と説明している。
小平工場の老朽化により、同2023年7月24日付で本社を現在地へ移転。小平工場は閉鎖された。ただし旧本社および小平工場と場所は異なるが、小平市への出店は続けている。

### 出店地域・形態
出店地域は関東地方一円で、本社所在地の埼玉県、旧本社所在地である東京多摩地域をはじめ、千葉県、群馬県、茨城県、栃木県に店舗網を展開する。ただし、茨城県と栃木県の店舗は少ない。
かつては東京23区内にも出店していたが撤退した。また2025年2月現在、神奈川県には出店していないが、過去には出店していた。
出店形態は、スーパーマーケット内のインストアベーカリーとしてテナント出店する店舗がほとんどで、ベルク、西友、マミーマート・生鮮市場TOP、フードスクエアに出店しているが、ベルクへの出店が突出して多い。ショッピングセンターの核店舗となる食品スーパーのインショップとして出店する店舗もある。また一部に少数ながら路面店も存在する。

## 沿革
- 1959年（昭和34年）
  - 6月 - あけぼのフレッシュパン株式会社として東京都中央区で会社設立[3]。
  - 7月 - 株式会社真中パンを吸収合併、あけぼのパン株式会社へ商号変更[3]。
- 1962年（昭和37年）5月 - 東京都小平市に新工場（小平工場）が竣工[3]。
- 1963年（昭和38年）4月 - 本社を小平工場（東京都小平市天神町1丁目31番1号）へ移転[3]。
- 1970年（昭和45年）8月 - ベーカリー「オーロール」直営店を展開開始[3]。
- 1972年（昭和47年）9月 - ベーカリー「オーロール」フランチャイズ店を展開開始[3]。
- 1984年（昭和59年）9月 - フジパンと業務提携[3]。
- 1986年（昭和61年）7月　高級路線のインストアベーカリー「パン・コキール」展開開始[3]。
- 2023年（令和5年）
  - 6月 - 新業態としてベーカリーカフェ「kishibe」1号店を埼玉県所沢市に開店[3]。
  - 7月24日 - 本社を東京都小平市（小平工場併設）から、埼玉県入間市の現在地へ移転[3][1]。

## 店舗
2025年2月現在。

### 東京都
- オーロール三鷹牟礼：東京都三鷹市牟礼6丁目8-12（西友内）
- オーロール調布入間：東京都調布市入間町1丁目29-11（西友内）[注釈 1]
- オーロール花小金井：東京都小平市花小金井1丁目2-23（西友内）
- パン・コキール小平：東京都小平市小川東町1丁目6-20（路面店）
- パン・コキール八王子：東京都八王子市別所2-56（ショッピングセンター「ぐりーんうぉーく多摩」ベルク内[16]）
- パン・コキール青梅：東京都青梅市今井3丁目10-9（ベルク内）
- パン・コキール東大和立野： 東京都東大和市立野2丁目2-1（ベルク内）

### 埼玉県
- パン・コキール宮原：埼玉県さいたま市北区宮原町1丁目190-8（ベルク内）
- パン・コキール大宮：埼玉県さいたま市北区櫛引町2-88（ベルク内）
- オーロール中浦和：埼玉県さいたま市南区関1丁目1-11（西友内）
- パン・コキール幸手：埼玉県幸手市北2丁目5-20（ベルク内）
- パン・コキール越谷：埼玉県越谷市西方3010（ベルク内）
- パン・コキール春日部：埼玉県春日部市緑町3丁目11-24（ベルク内）
- パン・コキール羽生：埼玉県羽生市西2丁目18-19（ベルク内）
- パン・コキール的場：埼玉県川越市的場811-2（ベルク内）
- パン・コキール池田：埼玉県新座市池田4丁目5-12（ベルク内）
- パン・コキール東松山：埼玉県東松山市新郷49-1（ベルク内）
- パン・コキール大井町：埼玉県ふじみ野市緑ヶ丘1丁目5-8（ベルク内）
- パン・コキール東所沢：埼玉県所沢市東所沢和田3丁目30-1（ベルク内）
- パン・コキール山口：埼玉県所沢市山口1464-1（ベルク内）
- Kishibe所沢山口：埼玉県所沢市小手指台23-1（マミーマート所沢山口店内、ベーカリーカフェ）
- パン・コキール行田：埼玉県行田市緑町2-33（ベルク内）
- パン・コキール北本：埼玉県北本市二ツ家1-147（ベルク内）
- パン・コキール稲荷町：埼玉県深谷市稲荷町1丁目7-11（ベルク内）
- パン・コキールベスタ本庄： 埼玉県本庄市寿3丁目5-18（ベルク内）
- パン・コキール本庄駅前：埼玉県本庄市本庄2丁目3-6（ベルク内）
- パン・コキール七本木：埼玉県児玉郡上里町七本木2558-1（ベルク内）

### 千葉県
- パン・コキール稲毛：千葉県千葉市稲毛区長沼原町731-17（生鮮市場TOP内）
- パン・コキール流山：千葉県流山市おおたかの森西3丁目1-2（ベルク内）
- パン・コキール野田尾崎：千葉県野田市尾崎866（ベルク内）
- パン・コキール野田柳沢：千葉県野田市柳沢24-34（ベルク内）
- パン・コキール野田山崎：千葉県野田市山崎2237-1（ベルク内）
- パン・コキール我孫子：千葉県我孫子市つくし野4丁目80-1（ベルク内）
- パン・コキール千葉NT：千葉県印西市中央南2丁目2-1（ベルク内）
- パン・コキール八千代：千葉県八千代市大和田新田992-1（ベルク内）
- モルバン柏中新宿：千葉県柏市中新宿3丁目11-1（フードスクエア内）
- パン・コキール南柏：千葉県柏市南柏中央6-7（ショッピングセンター「フィールズ南柏」1階、生鮮市場TOP内[17]）
- オーロール柏旭町：千葉県柏市旭町8丁目1-4（マミーマート内）

### 群馬県
- パン・コキール飯塚：群馬県高崎市飯塚町123-3（ベルク内）
- パン・コキールフォルテ高崎：群馬県高崎市下豊岡町893-1（ベルク内）
- パン・コキール伊勢崎：群馬県伊勢崎市寿町164-1（ベルク内）
- あけぼのパン竜舞：群馬県太田市龍舞町5002（クルベ竜舞店内）
- パン・コキール館林：群馬県館林市大街道1丁目10-18（ベルク内）
- パン・コキール藤岡：群馬県藤岡市藤岡804-26（ベルク内）
- パン・コキール前橋：群馬県前橋市天川大島町150-1（ベルク内）
- パン・コキール大泉：群馬県邑楽郡大泉町住吉57-1（ベルク内）

### 茨城県
- パン・コキール古河：茨城県古河市駒羽根44-2（ベルク内）
- パン・コキール古河諸川：茨城県古河市諸川498-2（ベルク内）

### 栃木県
- パン・コキール佐野田沼：栃木県佐野市田沼町387（ベルク内）